# Carbonellis urihii
Carbonellis urihii är en insektsart som beskrevs av Bentos-pereira 2006. Carbonellis urihii ingår i släktet Carbonellis och familjen Proscopiidae. Inga underarter finns listade i Catalogue of Life.